# Ratu (Fidschi)
Ratu (raatuu) ist ein Titel für männliche Angehörige von Häuptlingsfamilien in Fidschi. Er gehört zu einer Gruppe von Ehrennamen.

## Verwandte Titel
Der austronesische Titel gilt für männliche Häuptlinge in Fidschi. Äquivalent dazu ist das weibliche Adi (ˈandʒi) und weitere Abstufungen sind Bulou und Ro. In den Malaiischen Sprachen ist der Titel Ratu der traditionelle Titel für den herrschenden König oder die Königin. Beispielsweise in Java. Der Titel wird heute für alle weiblichen Monarchen (queen regnant) verwendet, z. B. „Ratu Elisabeth II.“ Auch der Königspalast wird als „keraton“ bezeichnet, was aus der sprachlichen Konstruktion mit einem Zirkumfix ke- -an und Ratu entsteht.

## Etymologie
Ra ist ein Präfix in zahlreichen Titeln wie Ramasi, Ramalo, Rasau, Ravunisa, Ratu und steht wohl in Zusammenhang mit dem indischen Raja aus dem Sanskrit. Tu dagegen ist in Fidsch die einfache Bezeichnung für einen Häuptling. Der Gebrauch der Form „Ratu“ als Titel in einem Namen (vergleichbar dem „Sir“ in der britischen Tradition) kam jedoch erst nach der Machtübernahme der Briten 1874 auf. Bis dahin wurden Häuptlinge nur mit ihrem Geburtsnamen und ihren regionalen traditionellen Titeln angesprochen.
Regionale Variationen sind Ro in Rewa und Teilen von Naitasiri und Tailevu; Roko in Teilen von Naitasiri, Rewa und Lau (vor allem auf den Moala-Inseln), Ra in Teilen von Vanua Levu, hauptsächlich in Bua.
In der Konstruktion der Anrede kommt dabei der Namen immer am Ende:
Gone Turaga Na (Styling) Roko Tui Bau (Titel), Ratu (Anrede) Joni Madraiwiwi (Name).

## Adel von Fidschi
Der Adel von Fidschi kennt ca. siebzig Chiefs, von denen ein jeder in einer Familie weitergegeben wird, die traditionell ein bestimmtes Gebiet regiert hat. Die Chiefs stehen in unterschiedlichem Rang; einige Chiefs waren traditionell anderen untergeordnet. Der ranghöchste Clan ist der Vusaratu-Clan. Dies bezieht sich auf die Gemeinschaft von Bau auf der Ostseite von Viti Levu, Fidschis bevölkerungsreichster Insel. Allerdings hat der Tui Kaba Clan alle Mitglieder der Vusaratu ins Exil geschickt. Sie sind die Erben von Ratu Seru Epenisa Cakobau, dem Vunivalu of Bau oder Tui Levuka (Paramount Chief of Bau). Cakobau war der erste Chief, der 1871 das ganze Land unter seiner Führung vereinigte. Er wurde als Tui Viti (King of Fiji) ausgerufen. Bald darauf, 1874, übergab er sein Königtum an  die Briten.
Andere prominente Clans sind die Vuanirewa der Lau-Inseln und die Ai So'ula von Vanua Levu.
Während der Kolonialzeit, 1874–1970, behielten die Briten die traditionelle Häuptlingsstruktur bei und setzten sie für ihre Zwecke ein. Sie begründeten das Great Council of Chiefs, welches ursprünglich nur ein beratendes Gremium war, sich jedoch zu einer mächtigen Institution in der Verfassung von Fidschi 1997 entwickelte. Heute dient es als ein verfassungsmäßiges Organ, welches als electoral college (Wahlgremium) dient für den Präsidenten von Fidschi (eine weitgehend repräsentative Position nach dem Vorbild der britischen Monarchie), den Vice-President of Fiji und für 14 von 32 Senatoren, also Mitglieder des Oberhauses des Parlaments von Fidschi. Die 18 anderen Senatoren werden vom Premierminister (9), vom Leader of the Opposition (8), sowie vom Council of Rotuma (1) ernannt.
Die Präsidentschaft, Vizepräsidentschaft und vierzehn Senatorenposten sind somit die Verfassungsrechtlichen Ämter, die von Personen aus dem Kreis der Häuptlinge besetzt werden. Die Chiefs in Fidschi sind seit der Unabhängigkeit immer auf gleicher Basis mit Nicht-Adeligen um Sitze im House of Representatives of Fiji angetreten. In den Jahren nach der Unabhängigwerdung gab dies den Adeligen einen Vorteil, da die einfachen leute sie als ihre Führer ansahen und auch eher für sie stimmten. Nach und nach nimmt die Bevorzugung der Adligen jedoch ab, da die einfachen Leute mittlerweile besser gebildet sind und selbstbewusst die Politik mitbestimmen wollen. Trotzdem genießen die Chiefs weiterhin großen Respekt im Volk. In Krisenzeiten wie dem Staatsstreich in Fischi 1987 und dem Staatsstreich in Fidschi 2000 (Dritter Staatsstreich) sorgte oft das Great Council of Chiefs für Stabilität, wenn die modernen politischen Institutionen versagten.

## Häuptlinge
- Ratu Sir George Cakobau; Fidschis erster eingeborener Governor General (Generalgouverneur der Kronkolonie)
- Ratu Seru Epenisa Cakobau; Monarch, der Fidschi an das Britische Weltreich anschloss
- Ratu Sir Penaia Ganilau; erster President of Fiji
- Ratu Josefa Iloilo; ehemaliger Präsident
- Ratu Sir Kamisese Mara; Gründervater des modernen Staates; Premierminister mit der längsten Amtszeit und Präsident
- Ratu Tevita Momoedonu; ehemaliger Premierminister
- Ratu Sir Lala Sukuna; Krieger, Gelehrter und Staatsmann; erster Universitätsabsolvent von Fidschi. Rechts-Dozent in Oxford; ehemaliger Sprecher des Legislative Council
- Ratu Epeli Nailatikau; ehemaliger Sprecher des Senate und Präsident
- Ratu Joni Madraiwiwi; ehemaliger Vice-President und High Court Judge
- Ratu J.A.R. Dovi; erster voll qualifizierter Mediziner
- Ratu Peni Volavola; Lord Mayor von Suva und Funktionär der Methodist Church
- Ratu Udre Udre; laut dem Guinness-Buch der Rekorde der „most prolific cannibal“ (gefräßigste Kannibale), der Berichten zufolge 872 bis zu 999 Menschen verspeist haben soll